# Colares (Sintra)
Colares ist eine portugiesische Kleinstadt und Gemeinde im Kreis Sintra. Das hiesige, traditionsreiche Colares-Weinbaugebiet ist nach dem Ort benannt. Der Malvasia de Colares ist einer der bekanntesten Weine von hier.
Die Reality-Show Das Sommerhaus der Stars – Kampf der Promipaare des Fernsehsenders RTL wurde im Sommer 2016 hier produziert.

## Geschichte
Funde (wie Praia das Maçãs) belegen eine vorgeschichtliche Besiedlung. Später war hier eine Ortschaft der römischen Provinz Lusitania. Aus dieser Zeit sind u. a. Münzen und Inschriften erhalten geblieben. Nachdem die Mauren ab 711 auch dieses Gebiet einnahmen, eroberte Portugals erster König D.Afonso Henriques während seiner Eroberung Sintras 1147 auch Colares, das danach seine ersten Stadtrechte erhielt. 1255 bestätigte König D.Afonso III. die Stadtrechte und machte Colares zum Sitz eines eigenen Kreises.
Das Gebiet gehörte der portugiesischen Krone, bis König D.João I. es dem Ritter Nuno Álvares Pereira gab, für dessen Verdienste um die Unabhängigkeit Portugals nach der Revolution von 1383. Erst nach Tod der Mutter König D.Manuels kam das Gebiet wieder direkt unter das Königshaus. D.Manuel erneuerte 1516 die Stadtrechte.
Im Zuge der verschiedenen Verwaltungsreformen nach der Liberalen Revolution 1822 wurde der Kreis Colares 1855 aufgelöst und ist seither eine Gemeinde im Kreis Sintra.

## Kultur und Sehenswürdigkeiten
Das Kap Cabo da Roca und die Strände der Gemeinde sind die bekanntesten Anziehungspunkte. Die historische Straßenbahn Sintra fährt zur Praia das Maçãs, dem bekanntesten Strand von Colares.
Zu den zahlreichen Baudenkmälern der Gemeinde gehören eine Reihe Herrenhäuser, Sakralbauten, Brunnenanlagen, und historische private und öffentliche Gebäude. Zudem gehört die Gemeinde zur Kulturlandschaft Sintra, die seit 1995 als UNESCO-Welterbe geführt wird.
Im Gebäude der Freiwilligen Feuerwehr (Bombeiros Voluntários de Almoçageme) ist das Museum Museu Renato Lobo Garcia untergebracht, dass sich der Geschichte der Feuerwehr widmet.

## Verwaltung
Colares ist eine Gemeinde (Freguesia) im portugiesischen Kreis (Concelho) Sintra, im Distrikt Lissabon. In ihr leben 7746 Einwohner (Stand 19. April 2021).
Folgende Ortschaften liegen in der Gemeinde:
- Almoçageme
- Atalaia
- Azenhas do Mar
- Azóia
- Colares
- Eugaria
- Gigarós
- Mucifal
- Penedo
- Praia das Maçãs
- Ulgueira

## Söhne und Töchter der Gemeinde
- Francisco de Melo e Castro (1600–1664), Kolonialverwalter